# Bleckede
Bleckede é uma cidade da Alemanha localizada no distrito de Lüneburg, estado de Baixa Saxônia.

## Cidadãos notórios
- Jörg Immendorff (1945—2007), pintor